# 서울 미타사 산신도
미타사 산신도(彌陀寺 山神圖)는 대한민국 서울특별시 성북구, 미타사에 있는 일제강점기의 불화이다. 2014년 7월 3일 서울특별시의 문화재자료 제59호로 지정되었다가, 2014년 7월 17일 제62호로 번호가 정정되었다.

## 지정사유
화기를 통해 이 그림은 독성도와 함께 1915년 草庵世復과 錦溟運齊에 의해 조성되었음이 확인되었다. 19~20세기의 전형적인 화면구성을 보여주며, 당시 서울․경기지역에서 크게 활약하였던 草庵世復과 錦溟運齊 작품으로, 표현력이 다소 뒤떨어지기는 하나 조성시기가 확실하고 보존상태가 양호하여 문화재자료로 지정할 필요가 있다.

## 조사보고서
상투처럼 위로 묶은 머리에 긴 수염을 하고 손에는 깃털로 이루어진 부채를 들고 있는 신선 모습의 산신이 호랑이를 기대고 앉아 있는 산신도로서, 뒤 배경에 고목과 폭포가 흘러내리고 있는 심산유곡을 나타내어 산신도의 전형을 보이고 있다.
패널 형식의 그림으로 손상 없이 원형이 잘 유지되어 있다. 일반적으로 19～20세기 산신도에 등장하는 호랑이의 경우 긴 꼬리를 위로 쳐들어 살랑거리고 있는 정감있고 익살스러운 모습인데 비해, 이 그림의 호랑이는 정면을 향하고 있는 경직된 머리에 꼬리를 감추고 있는 색다른 모습으로 표현력이 다소 떨어진다.
화기를 통해 이 그림은 독성도와 함께 1915년 草庵世復과 錦溟運齊에 의해 조성되었음이 확인된다.
19~20세기의 전형적인 화면구성을 보여주며, 당시 서울․경기지역에서 크게 활약하였던 草庵世復과 錦溟運齊 작품으로, 표현력이 다소 뒤떨어지기나 조성시기가 확실하고 보존상태가 양호하여 문화재자료로 지정할 필요가 있다.

## 참고 자료
- 서울 미타사 산신도 - 국가유산청 국가유산포털